# Meru (gora)
Meru je s 4562,13 metra uradne višine (včasih 4630 ali 4566 metrov) tretja najvišja gora v Tanzaniji in s tem ena najvišjih gora v Afriki. Gora je približno 65 kilometrov jugozahodno od Kilimandžara. Obkroža ga narodni park Aruša. Južno od gore je mesto Aruša. Tako kot masiv Kilimandžara je tudi gora Meru nastala zaradi vulkanske dejavnosti vzdolž Velikega tektonskega jarka oziroma podaljšku Velike riftne doline iz Kenije.

## Ime
Gora Meru je pripadala kolonialnemu območju Nemške Vzhodne Afrike in jo je leta 1901 raziskoval Carl Uhlig, prvi pa se je povzpel Fritz Jaeger leta 1904. N nemškem kolonialnem obdobju se je gora imenovala Maeru. Kot je masajsko ime zapisano v literaturi iz kolonialnega obdobja Dönjo Erok ("temna gora"). Najvišji vrh gore Meru se imenuje Socialistični vrh iz tanzanijskega socialističnega obdobja leta 1961 pod Juliusom Nyererejem.

## Izbruhi
Gora je bila prvotno veliko višja, vendar je izgubila velik del vrha zaradi starodavnega vulkanskega izbruha.
Pred približno 6000 leti se je zgodil silovit izbruh, podoben izbruhu gore Svete Helene iz leta 1980. Vzhodna stena kraterja se je zrušila, zaradi česar se je plaz vode, blata in kamenja izlil na vzhod v stepo. Ta izbruh je ustvaril jezera Momella.
V 1880-ih je prišlo do manjšega izbruha, ki je povzročil tako imenovani Ashcone, manjši krater znotraj večjega kraterja. Zadnji manjši izbruh je bil leta 1910. Kaldera ima premer 3,5 kilometra.

## Vzpenjanje
Vzpon ne zahteva posebnih tehničnih veščin, zahteva pa se zanesljiva noga. Vzpon je možen v treh dneh. Zaradi bližine Kilimandžara je gora Meru turistično manj obiskana Pogosto pa se uporablja za privajanje in aklimatizacijo, da se nato povzpne na Kilimandžaro.

## Koče
Obstajata dve planinski koči, koča Miriakamba (2514 m) in koča Saddle (3500 m).
Koča Miriakamba (Miriakamba Hut) je opremljena kot prva etapa vzpona na goro Meru z dvema spalnicama za turiste in spalnico za nosače. Kuhinja je v ločeni koči. Na voljo sta tudi dve stranišči. Od vrat Momela je približno tri do pet ur hoje.
Do koče Saddle (Saddle Hut) pridemo drugi dan po približno treh do štirih urah pohoda. Koča stoji v sedlu med Rhino Point (3800 m) in Little Meru (3801 m). Kot kratek izlet je slednje mogoče doseči v približno 45 minutah še isti dan. To je priporočljivo tako za lep razgled kot za boljšo višinsko aklimatizacijo.
Od koče Saddle Hut se običajno začne etapa na vrh sredi noči in po eni uri doseže Rhino Point (3800 metrov). Po nadaljnjih petih urah pa vrh.

## Prebivalstvo
V mestih in vaseh v okolici gore živi ljudstvo Meru.

## Galerija
- Ashcone
- Gora Meru v ozadju z Arušo v ospredju slike.
- Vrh Mali Meru (3820 m)
- Socialistični vrh. (4.562 m)
- Potok z gore Meru.
- Topografija gore Meru
- Gora Meru in krater Ngurdoto (vrh slike) iz vesolja.